# Roope Riski
Roope Riski, né le 16 août 1991 à Askainen, est un footballeur international finlandais. Il joue au poste d'avant-centre au FC Ilves.

## Biographie

### En club
Il inscrit 17 buts en première division finlandaise en 2016 avec le club du Seinäjoen Jalkapallokerho.
Il participe aux tours préliminaires de la Ligue des champions et de la Ligue Europa avec les équipes finlandaises du TPS et du SJK.

### En équipe nationale
Roope Riski reçoit cinq sélections en équipe de Finlande entre 2015 et 2016, inscrivant un but. Toutefois, seulement cinq matchs sont officiellement reconnus par la FIFA.
Il joue son premier match en équipe nationale le 19 janvier 2015, en amical contre la Suède. Il inscrit l'unique but de cette rencontre disputée à Abou Dhabi.
Le 9 octobre 2016, il joue un match contre la Croatie rentrant dans le cadre des éliminatoires du mondial 2018 (défaite 0-1 à Tampere).

## Palmarès
| TPS - Coupe de Finlande (1) : - Vainqueur : 2010. |  | SJK Seinäjoki - Championnat de Finlande (1) : - Champion : 2015. - Coupe de Finlande (1) : - Vainqueur : 2016. - Coupe de la Ligue finlandaise : - Finaliste : 2016. |  | HJK Helsinki - Championnat de Finlande (2) : - Champion : 2020 et 2021. - Coupe de Finlande (1) : - Vainqueur : 2020. |